# André Chamson

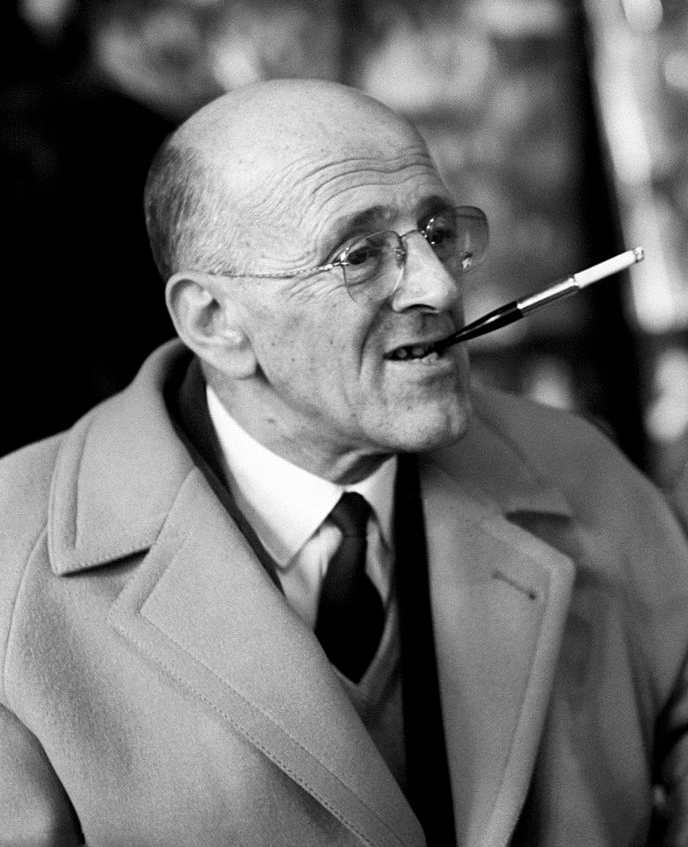
Andre Chamson in 1962

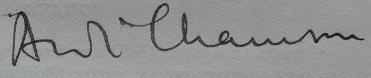
Handtekening André Chamson

André Chamson (Nîmes, 6 juni 1900 – Parijs, 9 november 1983), was een Franse archivaris, romanschrijver en essayist, lid van de Académie Française.

## Biografie
Chamson was de zoon van Jean Chamson en Madeleine Aldebert. Als kind bracht hij zijn vakanties door bij zijn grootmoeder in Le Vigan (Gard) aan de voet van de Mont Aigoual in de Cevennen, vervolgens ging hij er wonen. Zo groeide hij tweetalig Provençaals en Frans op. Na de middelbare school in Alès en Montpellier studeerde hij archiefwetenschap aan de École nationale des chartes en hij werd paleograaf-archivaris. Na de Eerste Wereldoorlog was hij als overtuigd pacifist aan de zijde van het Front Populaire actief tegen het fascisme. In 1935 stichtte hij het tijdschrift Vendredi waarvan hij ook directeur werd.
Hoewel Chamson pacifist was, vocht hij tijdens de Spaanse Burgeroorlog aan de zijde van de Republikeinen. Terug in Frankrijk werd hij museumconservator. In die functie werd hij bij het uitbreken van de Tweede Wereldoorlog teruggeroepen uit het leger om vóór de komst van de vijandige troepen de meesterwerken van het Louvre-museum in veiligheid te brengen in het kasteel van Chambord. Tijdens de bezetting maakte hij deel uit van het verzet in het departement Lot.
Na de Bevrijding werd hij benoemd als Conservator van het museum in het Petit Palais, Parijs. Toen het literaire tijdschrift Europe na de oorlog in 1946 weer verscheen, werd Chamson er enige tijd redactielid van.
In 1956 werd hij lid van het presidium van de Internationale Pen-Club
Op 17 mei 1956 werd hij met 18 stemmen gekozen in de Académie Française. In 1957 werd hij gekozen als Majoral van de Félibrige en in 1958 Handhaver van de Académie des Jeux Floraux.
Van 1959 tot 1971 was hij directeur van de Archives de France.
Protestant, grootmoedig en geëngageerd in zijn leven en in zijn geschriften, plaatst hij de meeste van zijn werken in het kader van de Cevennen, de streek van zijn jeugdjaren. Hij was zeven keer (1935, 1954, 1958, 1967, 1972, 1975 en 1979), spreker tijdens de Assemblées du Désert, de grote bijeenkomst van protestanten, die jaarlijks begin september georganiseerd wordt bij het Musée du Désert in Mas Soubeyran, gemeente Mialet (Gard). Deze Assemblées du Désert (bijeenkomsten in de Woestijn) vonden hun oorsprong in de oorlog van de Camisards, godsdienstoorlog in de Cevennen, toen de protestanten slechts op geheime plaatsen in de natuur konden samenkomen in gebed.
De laatste 15 jaren van zijn leven schreef Chamson dan ook vooral romans gebaseerd op de oorlog van de Camisards.
Chamson en zijn vrouw zijn op protestantse wijze begraven, niet op een kerkhof, maar op een col in de Cevennen bij de Pic de Barette, boven de vallei van Taleyrac, in de gemeente Valleraugue.
Zij zijn de ouders van de schrijfster Frédérique Hébrard. 